# هيئة تقويم التعليم والتدريب
هيئة تقويم التعليم والتدريب هي هيئة حكومية سعودية ذات شخصية اعتبارية مستقلة مالياً وإدارياً، وهي الجهة التنظيمية القائمة على عمليات تقويم التعليم الحكومي والأهلي في المملكة، وترتبط برئيس مجلس الوزراء إلى أن يمارس المجلس الأعلى للتعليم مهامه واختصاصه.
يشغل الدكتور وليد بن محمد الصالح منصب رئيس إدارة الهيئة منذ 28 مارس 2024، ويقوم عليها مجلس الإدارة برئاسة خالد بن عبد الله السبتي، ويتشكّل أعضاء المجلس من جميع الجهات ذات الشأن في العملية التعليمية إضافة إلى المختصين والممثلين للقطاع التعليمي الخاص. كما تعمل الهيئة من خلال مجلس إدارتها بالشراكة والتفاعل الإيجابي المؤسسي مع الجهات الحكومية والخاصة ذات العلاقة بإصدار اللوائح والأنظمة والتراخيص ووضع المعايير اللازمة لعمليات التقويم في جميع مراحلها المختلفة في إطار نظامها والأنظمة ذات العلاقة.
وتم بتاريخ 7 مايو 2016 إصدار مرسوم ملكي يقضي بتعديل اسم «هيئة تقويم التعليم العام» ليكون «هيئة تقويم التعليم»، وتنقل إليها المهام والمسؤوليات المتعلقة بنشاط تقويم وقياس التعليم العام والعالي في «وزارة التعليم»، و«المؤسسة العامة للتدريب التقني والمهني»، وتدمج معها كل من «الهيئة الوطنية للتقويم والاعتماد الأكاديمي»، و«المركز الوطني للقياس والتقويم في التعليم العالي»، و«مركز التقويم والاعتماد التقني والمهني»، ويعين رئيس مجلس إدارتها بأمر ملكي.

## مقدمة
تسعى المملكة العربية السعودية إلى تحقيق مستويات عليا من التنمية الاقتصادية وذلك من خلال التحول إلى مجتمع معرفي يسير بخطى ثابتة ومتسارعة، في ظل قيادة خادم الحرمين الشريفين الملك سلمان بن عبد العزيز آل سعود، وقطعت المملكة في ذلك شوطاً كبيراً نحو تحقيق رؤى القيادة الرشيدة وأمل الوطن في مجتمع سعودي معرفي ومتكامل، يعتمد على رصيده من رأس المال البشري، المؤهل والقادر على إحداث التغييرالمناسب وتحقيق التنمية المنشودة. وتعتمد المملكة في ذلك على توفيق الله سبحانه وتعالي، ثم دعم ولاة الأمر وتوجيههم الكريم والمستمر، مرتكزة في ذلك بعد الله -جل وعلى -على سواعد أبنائها المؤهلين والمبدعين والقادرين، في ضوء تعليم نوعي، وبيئة تعليمية دافعة ومحفزة وداعمة للتميز والعطاء.
ولا شك في أن التعليم بشكل عام والتعليم العام بوجه خاص، يشكل حجر الزاوية في نهضة الأمم وتقدمها، فهو الواجهة الحضارية التي تعكس مدى التقدم والسعي للتحول إلى الاقتصادية المعرفي، الذي يعد أحد أهم أسس إستراتيجية التنمية الوطنية في المملكة العربية السعودية.
وتسعى المملكة دائما لاستكمال مسيرها نحو الاقتصادية المعرفي، بتعليم نوعي متميز، تجسد في تحولات مهمة خلال السنوات الماضية على مختلف الصعد من بنى تحتية وتطوير المقررات وتوسع في التدريب والابتعاث وإنشاء هيئة تقويم التعليم، وكل ذلك لتفعيل الإستثمار في العنصر البشري السعودي.
ومن أهم عمليات تجويد التعليم، تقويم التعليم باعتباره أساس التطوير التربوي والتعليمي، كونه يشكل عنصرًا رئيسًا في العمل المؤسسي الحكومي، للارتقاء بالتعليم بجميع عناصره ومستوياته، وهي المهمة التي تقوم بها الهيئة، على أسس علمية ومنهجية، ووفق أفضل الممارسات العالمية الناجحة، مع مراعاة مواءمتها لواقع التعليم السعودي، وفي إطار آلية تنفيذية تراعي التدرج في التغيير، للرقي بالتعليم العام في المملكة إلى مستويات عالمية منافسة.
وفي سبيل ممارسة أفضل، فإن عملية التقويم ترتكز على تشريعات وآليات نظامية وإجرائية تضمن للهيئة، وللقائمين على مؤسسات التعليم، التفاعل الإيجابي بشكل مؤسسي لإحداث نقلة نوعية في حقل التعليم تنسجم مع التطورات وتتواكب مع الرؤية والسياسة العامة للدولة، بهدف دعم التنمية المستدامة وتعزيز رصيد الوطن من رأس المال الفكري.

## أهداف هيئة تقويم التعليم والتدريب
الهدف الأساسي للهيئة هو تقويم التعليم الحكومي والأهلي وذلك لتحقيق الأهداف التالية:
- رفع جودة التعليم العام وكفايته.
- دعم التنمية والاقتصاد الوطني من خلال تحسين مخرجات التعليم العام.

## مهام هيئة تقويم التعليم والتدريب
يُناط بهيئة تقويم التعليم 13 مهمة رئيسة:
1. بناء المعايير الخاصة بمناهج التعليم العام
2. تطوير وإجراء الاختبارات الوطنية الموحدة لكل مرحلة من مراحل التعليم
3. وضع المعايير المهنية واختبارات الكفاءة التي يخضع لها جميع العاملين في التعليم العام، وبناء نظام متطلبات اعتماد وترخيص المعلمين
4. تقييم أداء المدارس العامة والمدارس الأهلية واعتماد كل منهما بصفة دورية
5. تقييم برامج المدارس العامة والمدارس الأهلية
6. إصدار تراخيص للأفراد المؤسسات المتخصصة في تقويم التعليم بما يسمح لهؤلاء الأفراد وتلك المؤسسات بإجراء عمليات التقويم والتقييم
7. إعداد نظام لتقويم التعليم بما يضمن جودة التعليم العام بما في ذلك وضع وتطبيق المعايير والمؤشرات الأساسية
8. وضع معايير متقدمة للتعليم العام بمختلف مراحله بحيث يمكن استخدام هذه المعايير في قياس وتقويم كفاءة وفاعلية الأداء على مستوى المؤسسات والبرامج على السواء
9. إصدار اللوائح التي تضمن جودة التعليم بجميع عناصره ومكوناته وإصدار المبادئ الإرشادية المناسبة
10. نشر نتائج أنشطة التقويم والاعتماد التي تنفذها هيئة تقويم التعليم العام
11. إجراء الأبحاث والدراسات المتخصصة في مجال تقويم التعليم ودعم الأبحاث والدراسات ذات الصلة
12. إصدار المجلات العلمية والدوريات والكتب والأدلة والنشرات في مجال تخصص الهيئة
13. إعداد وتطوير الإطار الوطني للمؤهلات

## التوجهات الإستراتيجية
تنطلق التوجهات الإستراتيجية للهيئة من رؤية مستقبلية تهدف إلى المساهمة في تحقيق التنمية الاقتصادية، من خلال رفع جودة التعليم وممارساته، بتعليم نوعي عالي الجودة، ومناهج متطورة، وبيئة تعليمية جاذبة ومحفزة ومعززة للتعلم والإبداع، وقيادات مدرسية فاعلة، ومعلمين مؤهلين.
هذه التوجهات تقود عمل الهيئة، وتشكل الإطار العام لمشروعاتها وبرامجها، سعياً لتطوير التعليم العام وتجويده.
وارتكزت هذه التوجهات الإستراتيجية على ما يلي:
1. بناء شراكات.
2. احترافية ومهنية الهيئة في تنفيذ أعمالها.
3. صناعة تعليم متطور بشكل عام، وفي مجال التقويم بشكل خاص.[3]
4. تكوين وتعزيز علم القياس والتقويم في المملكة.

## قيم هيئة تقويم التعليم والتدريب
في مسار الهيئة لتحقيق أهدافها، فإنه يتم الاحتكام إلى منظومة قيم أساسها من ديننا الحنيف ومن أخلاقنا العربية الأصيلة، ومن التوجهات الإستراتيجية للهيئة، وستبقى هذه القيم دوماً مرجعية أساسية نستند إليها في فكرنا ونشاطنا وتطلعاتنا وهذه القيم على النحو التالي:
الشفافية: هي الصدق في حياتنا والصدق يعني قيمة وليس شعارا وهي قيمة أساسية يجب أن تكرس في حياتنا على صعيد العمل والمجتمع والوطن.
النزاهة: البعد عن السوء وأن يرفع الإنسان نفسه عن الشيء السيء تكرَّما ورغبة عنه.
المصداقية: هي أن نتحرى الصدق فيما نكتبه أو فيما تنقله.
العدالة: وهنا في هيئة تقويم التعليم نحن نؤمن بمبدأ الفرص المتساوية فلا تفرقة ولا تحيز.
الثبات: ويتجلىَّ في أمور كثيرة وأجمل ما فيها الثبات على المبدأ وعدم التغير أو الحيد عن الحق بسبب ظروف طارئة عابرة.
المهنية: وتعني ممارسة الدور الوظيفي أو المهني بما يقتضيه التكليف وتحقيق كفاءة الأداء في إطار من الضمير الحي وبغض النظر عن المصالح الشخصية أو المناصب المتغيرة أداء للأمانة وتحملاً لمسئوليتها ومراعاةً لواجباتها.

## مجلس إدارة الهيئة[4]
| الاسم                             | المنصب      |
| --------------------------------- | ----------- |
| الدكتور/ خالد بن عبدالله السبتي   | رئيس المجلس |
| الدكتور/ محمد بن علي آل هيازع     | عضو         |
| الدكتورة/ هلا بنت مزيد التويجري   | عضو         |
| الدكتور/ سعد بن عثمان القصبي      | عضو         |
| الدكتور/ سامي بن محمد الحمود      | عضو         |
| الدكتور/ محمد بن عبالله القاسم    | عضو         |
| الأستاذ / عادل بن عبالله اليوسف   | عضو         |
| الدكتور/ بسام بن عبالله البسام    | عضو         |
| الدكتور/ حسن بن محسن خرمي         | عضو         |
| الدكتور/ حسام بن محمد رمضان       | عضو         |
| الدكتور/ عبالله بن مستور آل مرزوق | عضو         |
| الدكتور/ نايف بن محمد العبادي     | عضو         |
| الدكتور/ حسام بن خالد رويحي       | عضو         |
| المهندس / ناصر بن سليمان الناصر   | عضو         |
| الدكتورة / خلود بنت عبالله أشقر   | عضو         |
| الدكتور/ عبد الله بن علي القاطعي  | عضو         |

## رؤساء هيئة تقويم التعليم والتدريب
| الرئيس                                  | الفترة                         | المصدر |
| --------------------------------------- | ------------------------------ | ------ |
| الأمير الدكتور فيصل بن عبد الله المشاري | من 16 مايو 2018م               | [ 5 ]  |
| الدكتور أحمد بن محمد العيسى             | 27 ديسمبر 2018م - 2 مايو 2019م | [ 6 ]  |
| الدكتور خالد بن عبد الله السبتي         | 2 مايو 2019م - 28 مارس 2024م   |        |
| الدكتور وليد بن محمد الصالح             | 28 مارس 2024م - إلى الآن       | [ 7 ]  |

## الموقع
http://eec.gov.sa/